# Oleg Taktarov
Oleg Taktarov, né Oleg Nikolaevitch Taktarov (Оле́г Никола́евич Такта́ров) le 26 août 1967 à Sarov, est un sportif de combat et acteur russe. Ancien pratiquant de Sambo et de Judo, et qui a participé au début du combat libre dans les organisations du Pride FC et de l'Ultimate Fighting Championship (UFC). 
Il connaît une seconde carrière au cinéma, ou il joue dans les films : 15 minutes, Rollerball, Bad Boys 2, Benjamin Gates et le Trésor des Templiers, La nuit nous appartient, La Loi et l'Ordre et Predators.
À la télévision, il a fait des apparitions dans les séries : JAG, Alias et NCIS : Enquêtes spéciales.

## Biographie
Son dernier match professionnel de MMA remonte à 1998. Son palmarès MMA entre 1995 et 1998 est de 13-5-2. Il n'a connu ni abandon ni match nul, lors d'un match de MMA.

## PalmarèsMMA
| 13 victoires (1 (T)KO, 11 soumissions, 1 décision), 5 défaites (3 (T)KOs, 2 décisions), 2 égalités. |                   |                                          |                                         |            |       |       |
| Résultat                                                                                            | Adversaire        | Méthode                                  | Nom de l'évènement                      | Date       | Round | Temps |
| Victoire                                                                                            | Mark Kerr         | Abandon (Clef de genou)                  | YAMMA Pit Fighting                      | 4/11/2008  | 1     | 1:55  |
| Victoire                                                                                            | John Marsh        | Abandon (Clef de genou)                  | BodogFIGHT: USA vs. Russia              | 11/30/2007 | 2     | 0:33  |
| Victoire                                                                                            | Moti Horenstein   | Abandon (Clef de genou)                  | NF-National Freesparring                | 2/21/1998  | N/A   | N/A   |
| Victoire                                                                                            | Mick Tierney      | Abandon (Clef de genou)                  | NF-National Freesparring                | 2/21/1998  | N/A   | N/A   |
| Défaite                                                                                             | Gary Goodridge    | KO                                       | PRIDE 1-PRIDE 1                         | 10/11/1997 | 1     | 4:57  |
| Victoire                                                                                            | Sean Alvarez      | KO (Coups de poing)                      | Pentagon Combat-Pentagon Combat         | 9/27/1997  | 1     | 0:52  |
| Victoire                                                                                            | Chuck Kim         | Abandon (Étranglement guillotine)        | WFF-World Fighting Federation           | 2/14/1997  | 1     | 0:23  |
| Défaite                                                                                             | Renzo Gracie      | KO (Coups de pied and Coups de poing)    | MARS-Martial Arts Reality Superfighting | 11/22/1996 | 1     | 1:02  |
| Match nul                                                                                           | Marco Ruas        | Draw                                     | WVC 2-World Vale Tudo Championship 2    | 11/10/1996 | 1     | 31:12 |
| Victoire                                                                                            | Joe Charles       | Abandon (Clef de genou)                  | WVC 1-World Vale Tudo Championship 1    | 8/14/1996  | 1     | 4:42  |
| Défaite                                                                                             | Ryushi Yanagisawa | Décision (Défaite aux points)            | Pancrase-Truth 5                        | 5/16/1996  | 1     | 15:00 |
| Défaite                                                                                             | Dan Severn        | Décision                                 | UU 95-Ultimate Ultimate 1995            | 12/16/1995 | 1     | 30:00 |
| Victoire                                                                                            | Marco Ruas        | Décision                                 | UU 95-Ultimate Ultimate 1995            | 12/16/1995 | 1     | 18:00 |
| Victoire                                                                                            | Dave Beneteau     | Abandon (Achilles Hold)                  | UU 95-Ultimate Ultimate 1995            | 12/16/1995 | 1     | 1:15  |
| Match nul                                                                                           | Ken Shamrock      | Draw                                     | UFC 7-The Brawl in Buffalo              | 9/8/1995   | 1     | 33:00 |
| Victoire                                                                                            | David L. Abbott   | Abandon (Étranglement, Rear Naked Choke) | UFC 6-Clash of the Titans               | 7/14/1995  | 1     | 17:45 |
| Victoire                                                                                            | Anthony Macias    | Abandon (Étranglement guillotine)        | UFC 6-Clash of the Titans               | 7/14/1995  | 1     | 0:09  |
| Victoire                                                                                            | Dave Beneteau     | Abandon (Étranglement, Front Choke)      | UFC 6-Clash of the Titans               | 7/14/1995  | 1     | 0:57  |
| Défaite                                                                                             | Dan Severn        | KO technique (Cut)                       | UFC 5-The Return of the Beast           | 4/7/1995   | 1     | 4:21  |
| Victoire                                                                                            | Ernie Verdicia    | Abandon (Étranglement)                   | UFC 5-The Return of the Beast           | 4/7/1995   | 1     | das   |

## Filmographie
| Année | Titre                                                             | Rôle                   |
| ----- | ----------------------------------------------------------------- | ---------------------- |
| 1997  | Total Force                                                       | Boris                  |
| 1997  | Absolute Force                                                    | Agent Borris Checkniov |
| 1997  | JAG                                                               | Officier russe         |
| 1997  | Air Force One                                                     | Gardien de prison      |
| 1999  | Counter Measures                                                  | Dmitry                 |
| 2001  | 15 minutes                                                        | Oleg Razgul            |
| 2001  | My Friend's Love Affair                                           | Boris                  |
| 2001  | The Quickie                                                       | Boris                  |
| 2002  | Red Serpent                                                       | Sergei                 |
| 2002  | Rollerball                                                        | Denekin                |
| 2003  | Bad Boys 2                                                        | Josef Kuninskavich     |
| 2003  | 44 Minutes de terreur (44 Minutes: The North Hollywood Shoot-Out) | Emil Matasareanu       |
| 2003  | Alias                                                             | Gordei Volkov          |
| 2004  | Sins of the Fathers (rus. Грехи отцов)                            | Jerome Thompson        |
| 2004  | Benjamin Gates et le Trésor des Templiers                         | Shippen                |
| 2005  | Call me Genee (rus. Зови меня Джинн)                              | Ufa                    |
| 2005  | Law of Corruption (rus. Мужской сезон. Бархатная революция)       | Skala                  |
| 2005  | To Hunt an Elk (rus. Охота на изюбря)                             | Kamaz                  |
| 2006  | Shift (rus. Сдвиг)                                                | Fetisov                |
| 2006  | Miami Vice : Deux flics à Miami                                   | Sécurité russe         |
| 2007  | We Own the Night                                                  | Pavel Lubyarsky        |
| 2007  | The Death and Life of Bobby Z                                     | Oleg                   |
| 2007  | Rockaway                                                          | Ivan                   |
| 2008  | Montana                                                           | Nikolai                |
| 2008  | NCIS : Enquêtes spéciales                                         | Viggo Dratnyev         |
| 2008  | Righteous Kill                                                    | Yevgeny Mugalat        |
| 2010  | Predators                                                         | Nikolaï Fédorov        |
| 2011  | Generation P                                                      | Vovchik                |
| 2013  | Officer Down                                                      | Oleg Emelyanenko       |
| 2014  | Viy                                                               | Dorosh                 |
| 2018  | Criminal Squad                                                    | Alexi                  |
| 2021  | Le Petit Cheval bossu                                             | Le voïvode             |
| 2022  | The Man from Toronto                                              | L'homme de Moscou      |